# Episodi di Tre cuori in affitto (quinta stagione)
La quinta stagione della sitcom Tre cuori in affitto è stata trasmessa negli Stati Uniti dal 28 ottobre 1980 al 19 maggio 1981. Suzanne Somers viene licenziata verso la fine della stagione e viene sostituita da Jenilee Harrison. 
| nº | Titolo originale               | Titolo italiano       | Prima TV USA     | Prima TV Italia |
| -- | ------------------------------ | --------------------- | ---------------- | --------------- |
| 1  | Upstairs, Downstairs, Upstairs | Cena a quattro        | 28 ottobre 1980  | 1987            |
| 2  | ...And Justice for Jack        | Tutte le vogliono     | 11 novembre 1980 | 1987            |
| 3  | A Hundred Dollars a What ?     | Squillo di sera       | 18 novembre 1980 | 1987            |
| 4  | Downhill Chaser                | Fiocca la neve fiocca | 25 novembre 1980 | 1987            |
| 5  | A Crowded Romance              | Troppi galli          | 2 dicembre 1980  | 1987            |
| 6  | Room at the Bottom             | Chef bluff            | 9 dicembre 1980  | 1987            |
| 7  | Chrissy's Cousin               | Uragano Cindy         | 16 dicembre 1980 | 1987            |
| 8  | Jack to the Rescue             | Doppi servizi         | 6 gennaio 1981   | 1987            |
| 9  | The Not-So-Great Imposter      | Pentole bollenti      | 13 gennaio 1981  | 1987            |
| 10 | Jack's Other Mother            | Scaccia la chioccia   | 20 gennaio 1981  | 1987            |
| 11 | Make Room for Daddy            | Il padre quotidiano   | 27 gennaio 1981  | 1987            |
| 12 | Janet's Secret                 | Doppia al Jack        | 3 febbraio 1981  | 1987            |
| 13 | Father of the Bride            | I mostri bambini      | 10 febbraio 1981 | 1987            |
| 14 | Furley vs. Furley              | Furley contro Furley  | 17 febbraio 1981 | 1987            |
| 15 | In Like Larry                  | Due donne per amico   | 24 febbraio 1981 | 1987            |
| 16 | Teacher's Pet                  | La cocca a la coque   | 3 marzo 1981     | 1987            |
| 17 | And Baby Makes Four            | La supposta madre     | 10 marzo 1981    | 1987            |
| 18 | Night of the Ropers            | Notte d'argento       | 17 marzo 1981    | 1987            |
| 19 | Double Trouble                 | Due gocce d'alcool    | 24 marzo 1981    | 1987            |
| 20 | Dying to Meet You              | Il baro nella bara    | 5 maggio 1981    | 1987            |
| 21 | The Case of the Missing Blonde | Giallo rosa           | 12 maggio 1981   | 1987            |
| 22 | Honest Jack Tripper            | Le gambe corte        | 19 maggio 1981   | 1987            |

## Cena a quattro
- Titolo originale: Upstairs, Downstairs, Upstairs
- Diretto da: Dave Powers
- Scritto da: Joseph Staretski & Martin Rips

### Trama
Nella stessa sera in cui ha promesso di cucinare per Janet e Chrissy, Jack ha l'occasione di uscire con due differenti ragazze ognuna all'insaputa dell'altra. Tenta allora di gestire la complessa situazione senza farsi scoprire.
- Guest stars: Marie Laurin (Denise) e Lee Crawford (Doreen Maxwell).

## Tutte le vogliono
- Titolo originale: ...And Justice for Jack
- Diretto da: Dave Powers
- Scritto da: George Burditt

### Trama
Jack trova lavoro in una tavola calda ma la titolare lo molesta. Convinto da Janet, il ragazzo si rivolge ad un avvocato per avere giustizia in tribunale.
- Guest stars: Ellen Travolta (Signora Marconi), Steven Anderson (Higgins), Pamela McMyler (Signorina Callahan), Jan Sterling (Giudice Sheffield) e David Tress (Virgil).
- Note: Suzanne Somers è assente in questo episodio.

## Squillo di sera
- Titolo originale: A Hundred Dollars a What ?
- Diretto da: Dave Powers
- Scritto da: George Burditt

### Trama
Chrissy ritrova una vecchia compagna di scuola ma non sa che è una squillo.
- Guest star: Elaine Giftos (Darlene) e Mickey Deems (Signore).
- Note: Don Knotts è assente in questo episodio.

## Fiocca la neve fiocca
- Titolo originale: Downhill Chaser
- Diretto da: Dave Powers
- Scritto da: Martin Rips e Joseph Staretski

### Trama
Per far colpo su una ragazza, Jack afferma di essere uno sciatore professionista. 
- Guest stars: Laurette Spang (Inga), Kate Murtagh (Gertrude) e John Gibson (Signore).
- Note: Suzanne Somers è assente in questo episodio.

## Troppi galli
- Titolo originale: A Crowded Romance
- Diretto da: Dave Powers
- Scritto da: Mark Tuttle

### Trama
Jack e Larry si innamorano della stessa ragazza l'uno all'insaputa dell'altro.
- Guest stars: Rebecca Holden (Occhiolina/Bacina), Vernon Weddle (Signor Weddle) e Fay DeWitt (Signora).
- Note: Suzanne Somers e Don Knotts sono assenti in questo episodio.

## Chef bluff
- Titolo originale: Room at the Bottom
- Diretto da: Dave Powers
- Scritto da: Martin Rips e Joseph Staretski

### Trama
Jack trova lavoro in un ristorante francese con la qualifica di aiutante ma racconta agli amici di essere stato assunto come chef.
- Guest stars: Michael Lombard (Lucien), Jennifer Gay (Bonnie), Edmund Stoiber (Signore) e Frank O'Brien (Cameriere).

## Uragano Cindy
- Titolo originale: Chrissy's Cousin
- Diretto da: Dave Powers
- Scritto da: George Burditt e Budd Grossman

### Trama
In assenza di Chrissy, Jack e Janet fanno fatica a recuperare i soldi per l'affitto. I ragazzi cercano quindi un nuovo coinquilino ma alla fine arriva Cindy, cugina di Chrissy, la quale andrà a vivere con loro.
- Guest stars: Jenilee Harrison (Cindy), Barbara Stuart (Signora Medford), Karen Austin (Jennifer), Shauna Sullivan (Maxine) e Jordan Clarke (Bill).
- Note: Prima apparizione di Jenilee Harrison. Suzanne Somers è assente in questo episodio.

## Doppi servizi
- Titolo originale: Jack to the Rescue
- Diretto da: Dave Powers
- Scritto da: George Burditt

### Trama
Cindy racconta a Jack e Janet che il suo capo le affida diverse mansioni che non competono ad una segretaria. Gli amici provano a fare qualcosa ma causano il licenziamento della ragazza.
- Guest stars: Jenilee Harrison (Cindy), Rod Colbin (Signor Hadley), Amy Nachbar (Sheila), Ruth Manning (Harriet Hadley) e Nancy Andrews (Segretaria).
- Note: Colbin ha interpretato il cognato dei Roper, Hubert Armbrewster, ne I Roper. Richard Kline è assente in questo episodio.

## Pentole bollenti
- Titolo originale: The Not-So-Great Imposter
- Diretto da: Dave Powers
- Scritto da: Michael S. Baser e Kim Weiskopf

### Trama
Per farsi assumere da un ristorante, Jack si spaccia per un grande cuoco ma innesca una serie di equivoci.
- Guest stars: Jenilee Harrison (Cindy), Jordan Charney (Frank Angelino), Gino Conforti (Felipe Gomez), Hank Garrett (Allibratore), Jillian Kesner (Sorella) e Britt Leach (Marito).
- Note: Suzanne Somers e Richard Kline sono assenti in questo episodio.

## Scaccia la chioccia
- Titolo originale: Jack's Other Mother
- Diretto da: Dave Powers
- Scritto da: Mark Tuttle

### Trama
La signora Gladys, un'anziana vicina dei ragazzi, si prende cura di Jack come una madre ma molto presto si dimostrerà invadente.
- Guest stars: Jenilee Harrison (Cindy), Amzie Strickland (Gladys Moore), Lois Areno (Katy Williams), Bob Sherman (Fratello di Katy), Maida Severn (Signora) e George Dickerson (Signore)
- Note: Don Knotts è assente in questo episodio.

## Il padre quotidiano
- Titolo originale: Make Room for Daddy
- Diretto da: Dave Powers
- Scritto da: Martin Rips e Joseph Staretski

### Trama
Jack frequenta una nuova ragazza, Cheryl. Suo padre è vedovo ed invita Janet ad uscire con lui.
- Guest stars: Jenilee Harrison (Cindy), Keene Curtis (Andrew Gainer), Janice Kent (Cheryl Gainer) e Joe George (Cameriere).

## Doppia al Jack
- Titolo originale: Janet's Secret
- Diretto da: Dave Powers
- Scritto da: Michael S. Baser e Kim Weiskopf

### Trama
I genitori di Janet credono che la ragazza sia sposata con Jack. Per evitare sospetti, i due devono dormire nella stessa camera.
- Guest stars: Jenilee Harrison (Cindy), Macon McCalman (Roland Wood), Paula Shaw (Ruth Wood) e Sondra Currie (Shelley Green).
- Note: Suzanne Somers è assente in questo episodio.

## I mostri bambini
- Titolo originale: Father of the Bride
- Diretto da: Dave Powers
- Scritto da: Tom Dunsmuir

### Trama
Cindy è perseguitata da un corteggiatore molto ricco che odia i bambini. 
- Guest stars: Jenilee Harrison (Cindy), Jeffrey Tambor (Winston Cromwell III), Sarah Marshall (Madame Clara), Mickey Deems (Signore), Jennifer Storey (Bambina) e David Warschaw (Bambino).
- Note: Tambor ha interpretato il vicino dei Roper, Jeffrey P. Brookes III, ne I Roper. Richard Kline è assente in questo episodio.

## Furley contro Furley
- Titolo originale: Furley vs. Furley
- Diretto da: Dave Powers
- Scritto da: Michael S. Baser e Kim Weiskopf

### Trama
Bart Furley licenzia il fratello Ralph dalla carica di amministratore dopo che Janet si è lamentata a causa delle tante riparazioni di cui l'appartamento ha bisogno.
- Guest stars: Jenilee Harrison (Cindy) ed Hamilton Camp (Bart Furley).
- Note: Suzanne Somers e Richard Kline sono assenti in questo episodio.

## Due donne per amico
- Titolo originale: In Like Larry
- Diretto da: Dave Powers
- Scritto da: Martin Rips e Joseph Staretski

### Trama
Jack litiga con Janet e Cindy e, sotto consiglio di Larry, decide di scambiare il suo posto con quello dell'amico.
- Guest star: Jenilee Harrison (Cindy).

## La cocca a la coque
- Titolo originale: Teacher's Pet
- Diretto da: Dave Powers
- Scritto da: Mark Tuttle

### Trama
Invitato dal preside della scuola dove studiava, Jack tiene un corso di cucina al quale partecipano Janet e la nipote di Travers, alla quale dedica più attenzione perché ricatta Jack per avere voti più alti, innescando la rabbia della coinquilina.
- Guest stars: Jenilee Harrison (Cindy), William Pierson (Dean Travers) e Dorian Lopinto (Betty Jean Travers).
- Note: Suzanne Somers e Don Knotts sono assenti in questo episodio.

## La supposta madre
- Titolo originale: And Baby Makes Four
- Diretto da: Dave Powers
- Scritto da: Martin Rips e Joseph Staretski

### Trama
Per una serie di equivoci, Jack e Janet pensano che Cindy sia incinta e Jack si offre di sposarla. 
- Guest stars: Jenilee Harrison (Cindy), John McCook (Doug Cooper) e Frances Lee McCain (Kelly).
- Note: Ultima apparizione di Suzanne Somers. Il nome dell'attrice continuerà comunque ad apparire nella sigla iniziale fino al termine della stagione.

## Notte d'argento
- Titolo originale: Night of the Ropers
- Diretto da: Dave Powers
- Scritto da: George Burditt

### Trama
La signora Roper arriva in visita dopo aver litigato con suo marito e le viene proposto di dormire nel suo vecchio appartamento, dato che il signor Furley è momentaneamente assente. Furley rientra in anticipo e il signor Roper lo sorprende con sua moglie. 
- Guest stars: Jenilee Harrison (Cindy), Norman Fell (Stanley Roper) ed Audra Lindley (Helen Roper).
- Note: Ultima apparizione di Norman Fell e Audra Lindley. Richard Kline è assente in questo episodio.

## Due gocce d'alcool
- Titolo originale: Double Trouble
- Diretto da: Dave Powers
- Scritto da: Mark Fink, Martin Rips e Joseph Staretski

### Trama
Il signor Furley vuole affidare la nipote Veronica ad un uomo vero. Jack, a cui la ragazza piace, si inventa di avere un gemello di nome Austin. 
- Guest stars: Jenilee Harrison (Cindy) e Robin G. Eisenman (Veronica Furley).
- Note: Richard Kline è assente in questo episodio.

## Il baro nella bara
- Titolo originale: Dying to Meet You
- Diretto da: Dave Powers
- Scritto da: Budd Grossman

### Trama
Per aver adocchiato una ragazza al bar, Jack si ritrova perseguitato dal prepotente ragazzo di lei. Per potergli sfuggire finge di essere morto e, grazie a Larry, organizza il suo funerale. 
- Guest stars: Jenilee Harrison (Cindy), Brad Blaisdell (Mike), Terry Kiser (Max) e Pamela Brull (April).

## Giallo rosa
- Titolo originale: The Case of the Missing Blonde
- Diretto da: Dave Powers
- Scritto da: Michael S. Baser e Kim Weiskopf

### Trama
Jack e Janet rientrano a casa, non trovano Cindy e temono sia stata rapita. 
- Guest stars: Jenilee Harrison (Cindy), Brad Blaisdell (Mike), Alan Manson (Signor Snow), Toni Berrell (Poliziotta) e Robert Riesel (Signore).

## Le gambe corte
- Titolo originale: Honest Jack Tripper
- Diretto da: Dave Powers
- Scritto da: Mark Tuttle

### Trama
Dopo aver avuto problemi inventando varie frottole con una ragazza, Jack decide di cominciare a dire sempre la verità. 
- Guest stars: Jenilee Harrison (Cindy), Anne Schedeen (Lisa Page) e Shell Kepler (Luanne).
- Note: Questo è il centesimo episodio della serie.